# سنت-مارگریت (شودییر-آپالاش)
سَنت-مارگِریت (به فرانسوی: Sainte-Marguerite) قصبه‌ای در منطقه شهری لا نوول-بوس ناحیه شودییر-آپالاش در استان کبک کانادا است. در سرشماری سال ۲۰۱۱ این قصبه ۱٬۰۵۲ نفر جمعیت داشته‌است و مساحت آن ۸۲٫۵۶ کیلومتر مربع است.